# 錢崇威
錢崇威（1870年—1969年），字重修，号自严，别号慈念、慈严、崇安、莳年、存雁等，男，江蘇吳江人，中国書法家。晚清進士。

## 生平
钱崇威是江蘇吳江松陵镇人，生于清同治九年。光緒三十年（1904年）甲辰恩科（末科）進士，入翰林院。次年官费赴日本留学法律，回国后被选为江苏谘议局议员。民国元年（1912年）出任江苏省高等检察所检察长。不久因病辞职，在上海養病，以卖字为生。中華人民共和國成立後，任江蘇省文史研究館館員、馆长。1969年逝世，為中國最後一位在世翰林。

## 家庭
弟钱崇固，子钱旭琴、钱旭田。

## 艺术成就
钱崇威工書法，無館閣氣。